# Jetpur Bhayavadar
Jetpur Bhayavadar (també Jetpur Vala i Jetpur Bhaya Natu o Bhaya Nathu) fou una de les branques en què estava dividit el principat de Jetpur al segle xx, abans de ser abolit el 9 d'agost de 1937 pel seu excessiu fraccionament. Estava governat per V. S. Bhaya Nathu que li donava nom. La superfície era de 31 km² i la població de 1.106 habitants.